# Ørnhøj
Ørnhøj is een plaats in de Deense regio Midden-Jutland, gemeente Herning, en telt 746 inwoners (2008).